# Hans Bayer (Soziologe)
Hans Bayer (* 3. Februar 1903 in Wien; † 5. Mai 1965 in Rom) war ein österreichischer Wirtschafts- und Sozialwissenschaftler. Er war ab 1956 Professor an der Sozialakademie Dortmund.

## Leben und Werk
Bayer wurde 1924 an der Universität Innsbruck in Wirtschaftswissenschaften und 1925 ebendort in Rechtswissenschaften promoviert. Anschließend war er wissenschaftlicher Assistent, danach Privatdozent und seit 1929 außerplanmäßiger Professor an der Universität Wien. Seit 1933 war er außerplanmäßiger Professor an der Universität Innsbruck. In diese Position wurde er nach dem Zweiten Weltkrieg wieder eingesetzt und wurde in Innsbruck 1947 ordentlicher Professor. Von  1956 bis zu seinem Tode lehrte an der Sozialakademie Dortmund. Er wurde am Hütteldorfer Friedhof bestattet.
Bayer arbeitete an einer Synthese aus reiner Wirtschaftstheorie und Soziologie. Damit wollte er die Zusammenhänge der gesellschaftlichen Wirtschaft erfassen.

## Schriften (Auswahl)
- Der berufsständische Aufbau in Österreich (1935).
- Sozialisierung und Planwirtschaft (1947).
- Gewinnbeteiligung (1952)
- Die zweite industrielle Revolution (1957).
- Spannungen in der modernen Wirtschaft (1957).
- Der soziologische Strukturwandel in unserer Zeit (1957).